# Serie A 1985/1986
Soutěžní ročník Serie A 1985/86 byl 84. ročník nejvyšší italské fotbalové ligy a 54. ročník od založení Serie A. Soutěž začala 18. září 1985 a skončila 27. dubna 1986. Účastnilo se jí opět 16 týmů z toho 13 se kvalifikovalo z minulého ročníku. Poslední tři týmy předchozího ročníku, jimiž byli Ascoli Calcio 1898, SS Lazio a US Cremonese sestoupili do druhé ligy. Opačným směrem putovali tři týmy, jimiž byli Pisa SC (vítěz druhé ligy), US Lecce, AS Bari.
Titul v soutěži obhajoval klub AC Hellas Verona, který v minulém ročníku získal své 1. prvenství v soutěži.

## Přestupy hráčů
| Jméno                | odkud                | kam            |             |
| -------------------- | -------------------- | -------------- | ----------- |
| Zico                 | Udinese Calcio       | Flamengo       |             |
| Sócrates             | AC Fiorentina        | Flamengo       |             |
| Paulo Roberto Falcão | AS Řím               | São Paulo FC   |             |
| Pietro Fanna         | AC Hellas Verona     | FC Inter Milán |             |
| Marco Tardelli       | Juventus FC          | FC Inter Milán |             |
| Aldo Serena          | FC Inter Milán       | Juventus FC    |             |
| Paolo Rossi          | Juventus FC          | Milán AC       |             |
| Zbigniew Boniek      | Juventus FC          | AS Řím         |             |
| Michael Laudrup      | SS Lazio             | Juventus FC    | z hostování |
| Lionello Manfredonia | SS Lazio             | Juventus FC    |             |
| Nicola Berti         | AC Parma             | AC Fiorentina  |             |
| Roberto Baggio       | SS Lanerossi Vicenza | AC Fiorentina  |             |
| Sergio Battistini    | Milán AC             | AC Fiorentina  |             |
| Aldo Maldera         | AS Řím               | AC Fiorentina  |             |
| Bruno Giordano       | SS Lazio             | SSC Neapol     |             |
| Eraldo Pecci         | Turín Calcio         | SSC Neapol     |             |
| Juan Barbas          | Real Zaragoza        | US Lecce       |             |
| Pedro Pasculli       | Argentinos Juniors   | US Lecce       |             |
| Franco Causio        | FC Inter Milán       | US Lecce       |             |
| Cesare Prandelli     | Juventus FC          | Atalanta BC    |             |

## Složení ligy v tomto ročníku
| Klub             | Město     | Stadión                          | Kapacita | Trenér                                                            | 1984/85          |
| ---------------- | --------- | -------------------------------- | -------- | ----------------------------------------------------------------- | ---------------- |
| US Avellino      | Avellino  | Stadio Partenio-Adriano Lombardi | 39 500   | Enzo Robotti + Tomislav Ivić                                      | 13.              |
| AS Bari          | Bari      | Stadio della Vittoria            | 45 000   | Bruno Bolchi                                                      | Serie B          |
| Atalanta BC      | Bergamo   | Stadio Comunale                  | 43 000   | Nedo Sonetti                                                      | 10.              |
| Como Calcio      | Como      | Stadio Giuseppe Sinigaglia       | 20 000   | Roberto Clagluna (do 10. kola) Luigi Milan + Ferruccio Valcareggi | 11.              |
| AC Fiorentina    | Florencie | Stadio Comunale                  | 58 000   | Giancarlo De Sisti (do 11. kola) Rino Marchesi                    | 19.              |
| UC Sampdoria     | Janov     | Stadio Luigi Ferraris            | 57 800   | Eugenio Bersellini                                                | 4.               |
| US Lecce         | Lecce     | Stadio Via del Mare              | 40 600   | Eugenio Fascetti                                                  | Serie B          |
| FC Inter Milán   | Milán     | Stadio Giuseppe Meazza           | 83 000   | Ilario Castagner (do 10. kola) Mario Corso                        | Bronzová medaile |
| Milán AC         | Milán     | Stadio Giuseppe Meazza           | 83 000   | Nils Liedholm                                                     | 5.               |
| SSC Neapol       | Neapol    | Stadio San Paolo                 | 81 000   | Ottavio Bianchi                                                   | 8.               |
| Pisa SC          | Pisa      | Stadio Arena Garibaldi           | 35 000   | Vincenzo Guerini                                                  | Serie B          |
| AS Řím           | Řím       | Stadio Olimpico                  | 66 000   | Angelo Benedicto Sormani + Sven-Göran Eriksson                    | 7.               |
| Juventus FC      | Turín     | Stadio Comunale                  | 71 000   | Giovanni Trapattoni                                               | 6.               |
| Turín Calcio     | Turín     | Stadio Comunale                  | 71 000   | Luigi Radice                                                      | Stříbrná medaile |
| Udinese Calcio   | Udine     | Stadio Friuli                    | 50 000   | Luís Vinício (do 18. kola) Giancarlo De Sisti                     | 12.              |
| AC Hellas Verona | Verona    | Stadio Marcantonio Bentegodi     | 47 800   | Osvaldo Bagnoli                                                   |                  |

## Tabulka
| Poř. | Tým              | Z  | V  | R  | P  | VG | OG | B  |
| ---- | ---------------- | -- | -- | -- | -- | -- | -- | -- |
| 1.   | Juventus FC      | 30 | 18 | 9  | 3  | 43 | 17 | 45 |
| 2.   | AS Řím           | 30 | 19 | 3  | 8  | 51 | 27 | 41 |
| 3.   | SSC Neapol       | 30 | 14 | 11 | 5  | 35 | 21 | 39 |
| 4.   | AC Fiorentina    | 30 | 10 | 13 | 7  | 29 | 23 | 33 |
| 5.   | Turín Calcio     | 30 | 11 | 11 | 8  | 31 | 26 | 33 |
| 6.   | FC Inter Milán   | 30 | 12 | 8  | 10 | 36 | 33 | 32 |
| 7.   | Milán AC         | 30 | 10 | 11 | 9  | 26 | 24 | 31 |
| 8.   | Atalanta BC      | 30 | 7  | 15 | 8  | 27 | 26 | 29 |
| 9.   | Como Calcio      | 30 | 7  | 15 | 8  | 32 | 32 | 29 |
| 10.  | AC Hellas Verona | 30 | 9  | 10 | 11 | 31 | 40 | 28 |
| 11.  | UC Sampdoria     | 30 | 8  | 11 | 11 | 27 | 25 | 27 |
| 12.  | US Avellino      | 30 | 9  | 9  | 12 | 28 | 38 | 27 |
| 13.  | Udinese Calcio   | 30 | 6  | 13 | 11 | 31 | 37 | 25 |
| 14.  | Pisa SC          | 30 | 5  | 13 | 12 | 27 | 40 | 23 |
| 15.  | AS Bari          | 30 | 5  | 12 | 13 | 18 | 31 | 22 |
| 16.  | US Lecce         | 30 | 5  | 6  | 19 | 23 | 55 | 16 |

Poznámky
- Z = Odehrané zápasy; V = Vítězství; R = Remízy; P = Prohry; VG = Vstřelené góly; OG = Obdržené góly; B = Body
- za výhru 2 body, za remízu 1 bod, za prohru 0 bodů.

|  | Přímý postup do PMEZ 1986/87        |
|  | Přímý Postup do Poháru UEFA 1986/87 |
|  | Přímý postup do Poháru PVP 1986/87  |
|  | Sestup do Serie B 1986/87           |

## Střelecká listina
Nejlepším střelcem tohoto ročníku Serie A se stal italský útočník Roberto Pruzzo. Hráč AS Řím vstřelil 19 branek.
| P.  | Nár       | Hráč                  | Tým              | Branky |
| --- | --------- | --------------------- | ---------------- | ------ |
| 1.  | Itálie    | Roberto Pruzzo        | AS Řím           | 19     |
| 2.  | Německo   | Karl-Heinz Rummenigge | FC Inter Milán   | 13     |
| 3.  | Francie   | Michel Platini        | Juventus FC      | 12     |
| 4.  | Argentina | Diego Maradona        | SSC Neapol       | 11     |
| 4.  | Argentina | Daniel Passarella     | AC Fiorentina    | 11     |
| 4.  | Itálie    | Aldo Serena           | Juventus FC      | 11     |
| 7.  | Itálie    | Stefano Borgonovo     | Como Calcio      | 10     |
| 7.  | Itálie    | Bruno Giordano        | SSC Neapol       | 10     |
| 7.  | Argentina | Ramón Díaz            | US Avellino      | 10     |
| 10. | Dánsko    | Preben Elkjær Larsen  | AC Hellas Verona | 9      |
| 10. | Itálie    | Andrea Carnevale      | Udinese Calcio   | 9      |
| 10. | Itálie    | Alessandro Altobelli  | FC Inter Milán   | 9      |
| 10. | Itálie    | Aldo Cantarutti       | Atalanta BC      | 9      |

## Vítěz
| Serie A 1985/86 Juventus FC (22. titul) |